# Internazionali BNL d'Italia 2019
Internazionali BNL d'Italia 2019, známý také pod názvy Italian Open 2019 nebo Rome Masters 2019, byl společný tenisový turnaj mužského okruhu ATP Tour a ženského okruhu WTA Tour, hraný v areálu Foro Italico na otevřených antukových dvorcích. Konal se mezi 12. až 19. květnem 2019 v italské metropoli Římě jako sedmdesátý šestý ročník turnaje.
Mužská polovina se po grandslamu a Turnaji mistrů řadila do třetí nejvyšší kategorie okruhu ATP Tour Masters 1000 a její dotace činila 5 791 280 eur. Ženská část disponovala rozpočtem 3 452 538 eur a byla součástí kategorie WTA Premier 5.
Nejvýše nasazenými hráči v soutěžích dvouher se stali světové jedničky, Srb Novak Djoković a Japonka  Naomi Ósakaová . Jako poslední přímí účastníci do dvouher nastoupili 47. hráč pořadí Ital Andreas Seppi a 47. žena klasifikace Alison Riskeová ze Spojených států.
Devátá trofej z Rome Masters a osmdesátá první na okruhu ATP Tour znamenala pro světovou dvojku Rafaela Nadala zvládnutou obhajobu a první titul po devítiměsíčním čekání. Celkově 34. turnajovou výhrou v sérii Masters se Španěl na čele statistik po týdnu odpoutal od poraženého finalisty, a druhého v pořadí, Djokoviće. Třináctý singlový titul na okruhu WTA Tour a třetí antukový vybojovala 27letá Češka Karolína Plíšková, která se posunula na 2. příčku žebříčku WTA.
Trofej v mužském deblu obhájil pár Kolumbijců Juan Sebastián Cabal a Robert Farah, kteří získali třináctou společnou trofej a druhou v sérii Masters. Premiérový společný titul z ženské čtyřhry si odvezla bělorusko-australská dvojice Viktoria Azarenková a Ashleigh Bartyová. Australanka soutěž ovládla podruhé v řadě.
Z šesti vítězů tak čtyři obhájili trofeje z Rome Masters 2018.

## Rozdělení bodů a finančních odměn

### Rozdělení bodů
| Soutěž       | vítězové | finalisté | semifinalisté | čtvrtfinalisté | 16 v kole | 32 v kole | 64 v kole | Q  | Q2 | Q1 |
| ------------ | -------- | --------- | ------------- | -------------- | --------- | --------- | --------- | -- | -- | -- |
| dvouhra mužů | 1000     | 600       | 360           | 180            | 90        | 45        | 10        | 25 | 16 | 0  |
| čtyřhra mužů | 1000     | 600       | 360           | 180            | 90        | 0         | —         | —  | —  | —  |
| dvouhra žen  | 900      | 585       | 350           | 190            | 105       | 60        | 1         | 30 | 20 | 1  |
| čtyřhra žen  | 900      | 585       | 350           | 190            | 105       | 1         | —         | —  | —  | —  |

### Finanční odměny
| Soutěž                                | vítězové  | finalisté | semifinalisté | čtvrtfinalisté | 16 v kole | 32 v kole | 64 v kole | Q2      | Q1      |
| ------------------------------------- | --------- | --------- | ------------- | -------------- | --------- | --------- | --------- | ------- | ------- |
| dvouhra mužů                          | 958 055 € | 484 950 € | 248 745 €     | 128 200 €      | 64 225 €  | 33 635 €  | 18 955 €  | 7 255 € | 3 630 € |
| dvouhra žen                           | 523 858 € | 261 802 € | 130 774 €     | 60 240 €       | 29 866 €  | 15 330 €  | 7 879 €   | 4 385 € | 2 256 € |
| čtyřhra mužů                          | 284 860 € | 139 020 € | 69 680 €      | 35 510 €       | 18 730 €  | 10 020 €  | —         | —       | —       |
| čtyřhra žen                           | 149 964 € | 75 744 €  | 37 491 €      | 18 872 €       | 9 532 €   | 4 724 €   | —         | —       | —       |
| částka ve čtyřhrách je uvedena na pár |           |           |               |                |           |           |           |         |         |

## Dvouhra mužů

### Nasazení
| Stát                           | Hráč                  | ATP | Nasazení |
| ------------------------------ | --------------------- | --- | -------- |
| Srbsko                         | Novak Djoković        | 1.  | 1.       |
| Španělsko                      | Rafael Nadal          | 2.  | 2.       |
| Švýcarsko                      | Roger Federer         | 3.  | 3.       |
| Německo                        | Alexander Zverev      | 5.  | 4.       |
| Rakousko                       | Dominic Thiem         | 4.  | 5.       |
| Japonsko                       | Kei Nišikori          | 6.  | 6.       |
| Argentina                      | Juan Martín del Potro | 9.  | 7.       |
| Řecko                          | Stefanos Tsitsipas    | 7.  | 8.       |
| Chorvatsko                     | Marin Čilić           | 10. | 9.       |
| Itálie                         | Fabio Fognini         | 12. | 10.      |
| Rusko                          | Karen Chačanov        | 13. | 11.      |
| Rusko                          | Daniil Medveděv       | 14. | 12.      |
| Chorvatsko                     | Borna Ćorić           | 15. | 13.      |
| Gruzie                         | Nikoloz Basilašvili   | 18. | 14.      |
| Francie                        | Gaël Monfils          | 16. | 15.      |
| Itálie                         | Marco Cecchinato      | 19. | 16.      |
| Žebříček ATP k 13. květnu 2019 |                       |     |          |

### Jiné formy účasti
Následující hráči obdrželi divokou kartu do hlavní soutěže:
- Andrea Basso
- Matteo Berrettini
- Jannik Sinner
- Lorenzo Sonego

Následující hráč nastoupil do hlavní soutěže pod žebříčkovou ochranou:
- Jo-Wilfried Tsonga

Následující hráči postoupili z kvalifikace:
- Dan Evans
- Taylor Fritz
- Jošihito Nišioka
- Cameron Norrie
- Benoît Paire
- Albert Ramos-Viñolas
- Casper Ruud

### Odhlášení
před zahájením turnaje
- Kevin Anderson → nahradil jej  Michail Kukuškin
- John Isner → nahradil jej  Radu Albot
- Milos Raonic → nahradil jej  Jan-Lennard Struff

v průběhu turnaje
- Roger Federer

## Mužská čtyřhra

### Nasazení
| Stát                                                                                   | Hráč                 | Stát        | Hráč          | ATP | Nasazení |
| -------------------------------------------------------------------------------------- | -------------------- | ----------- | ------------- | --- | -------- |
| Polsko                                                                                 | Łukasz Kubot         | Brazílie    | Marcelo Melo  | 11. | 1.       |
| Spojené království                                                                     | Jamie Murray         | Brazílie    | Bruno Soares  | 17. | 2.       |
| Kolumbie                                                                               | Juan Sebastián Cabal | Kolumbie    | Robert Farah  | 20. | 3.       |
| Chorvatsko                                                                             | Nikola Mektić        | Chorvatsko  | Franko Škugor | 23. | 4.       |
| Rakousko                                                                               | Oliver Marach        | Chorvatsko  | Mate Pavić    | 25. | 5.       |
| Jižní Afrika                                                                           | Raven Klaasen        | Nový Zéland | Michael Venus | 29. | 6.       |
| USA                                                                                    | Bob Bryan            | USA         | Mike Bryan    | 31. | 7.       |
| Finsko                                                                                 | Henri Kontinen       | Austrálie   | John Peers    | 35. | 8.       |
| Žebříček ATP k 6. květnu 2019; číslo je součtem žebříčkového postavení obou členů páru |                      |             |               |     |          |

### Jiné formy účasti
Následující páry obdržely divokou kartu do hlavní soutěže:
- Filippo Baldi /  Andrea Pellegrino
- Simone Bolelli /  Andreas Seppi
- Marco Cecchinato /  Lorenzo Sonego

Následující pár nastoupil z pozice náhradníka::
- Austin Krajicek /  Artem Sitak

### Odhlášení
před zahájením turnaje
- Fabio Fognini
- Lucas Pouille

v průběhu turnaje
- Diego Schwartzman

## Ženská dvouhra

### Nasazení
| Stát                          | Hráčka                 | WTA  | Nasazení |
| ----------------------------- | ---------------------- | ---- | -------- |
| Japonsko                      | Naomi Ósakaová         | 1.   | 1.       |
| Česko                         | Petra Kvitová          | 2.   | 2.       |
| Rumunsko                      | Simona Halepová        | 3.   | 3.       |
| Česko                         | Karolína Plíšková      | 5.   | 4.       |
| Ukrajina                      | Elina Svitolinová      | 6.   | 5.       |
| Nizozemsko                    | Kiki Bertensová        | 7.   | 6.       |
| USA                           | Sloane Stephensová     | 8.   | 7.       |
| Austrálie                     | Ashleigh Bartyová      | 9.   | 8.       |
| Bělorusko                     | Aryna Sabalenková      | 10.  | 9.       |
| USA                           | Serena Williamsová     | 11.  | 10.      |
| Dánsko                        | Caroline Wozniacká     | 12.  | 11.      |
| Lotyšsko                      | Anastasija Sevastovová | 13.  | 12.      |
| Estonsko                      | Anett Kontaveitová     | 14.  | 13.      |
| Čína                          | Wang Čchiang           | 15.. | 14.      |
| Německo                       | Julia Görgesová        | 17.  | 16.      |
| Žebříček WTA k 6. květnu 2019 |                        |      |          |

### Jiné formy účasti
Následující hráčky obdržely divokou kartu do hlavní soutěže:
- Viktoria Azarenková
- Elisabetta Cocciarettová
- Sara Erraniová
- Jasmine Paoliniová
- Venus Williamsová

Následující hráčky postoupily z kvalifikace:
- Mona Barthelová
- Irina-Camelia Beguová
- Alizé Cornetová
- Polona Hercogová
- Kristina Mladenovicová
- Rebecca Petersonová
- Maria Sakkariová
- Tamara Zidanšeková

TNásledující hráčka postoupila z kvalifikace jako tzv. šťastná poražená:
- Amanda Anisimovová

### Odhlášení
před zahájením turnaje
- Bianca Andreescuová → nahradila ji  Johanna Kontaová
- Camila Giorgiová → nahradila ji  Barbora Strýcová
- Angelique Kerberová → nahradila ji  Alison Riskeová
- Maria Šarapovová → nahradila ji  Viktória Kužmová
- Donna Vekićová → nahradila ji  Amanda Anisimovová

v průběhu turnaje
- Naomi Ósakaová (poranění pravé ruky)
- Serena Williamsová (poranění levého kolena)[1]

### Skrečování
- Alizé Cornetová (poranění pravého stehna)
- Julia Görgesová (poranění pravého stehna)
- Petra Kvitová (poranění levého lýtka)
- Garbiñe Muguruzaová (poranění levého stehna)
- Jeļena Ostapenková (viróza)
- Caroline Wozniacká (poranění levé dolní končetiny)[1]

## Ženská čtyřhra

### Nasazení
| Stát                                                                                   | Hráčka                 | Stát             | Hráčka             | WTA | Nasazení |
| -------------------------------------------------------------------------------------- | ---------------------- | ---------------- | ------------------ | --- | -------- |
| Česko                                                                                  | Barbora Krejčíková     | Česko            | Kateřina Siniaková | 3   | 1        |
| USA                                                                                    | Nicole Melicharová     | Česko            | Květa Peschkeová   | 25  | 2        |
| Austrálie                                                                              | Samantha Stosurová     | Čína             | Čang Šuaj          | 28  | 3        |
| Belgie                                                                                 | Elise Mertensová       | Bělorusko        | Aryna Sabalenková  | 29  | 4        |
| Čínská Tchaj-pej                                                                       | Sie Šu-wej             | Česko            | Barbora Strýcová   | 30  | 5        |
| Kanada                                                                                 | Gabriela Dabrowská     | Čína             | Sü I-fan           | 30  | 6        |
| Čínská Tchaj-pej                                                                       | Čan Chao-čching        | Čínská Tchaj-pej | Latisha Chan       | 32  | 7        |
| Německo                                                                                | Anna-Lena Grönefeldová | Nizozemsko       | Demi Schuursová    | 35  | 8        |
| Žebříček WTA k 6. květnu 2019; číslo je součtem žebříčkového postavení obou členů páru |                        |                  |                    |     |          |

### Jiné formy účasti
Následující páry obdržely divokou kartu do hlavní soutěže:
- Deborah Chiesaová /  Jasmine Paoliniová
- Sara Erraniová /  Martina Trevisanová
- Anastasia Grymalská /  Giorgia Marchettiová

### Odhlášení
v průběhu turnaje
- Anastasija Pavljučenkovová (nespecifikované důvody)

## Přehled finále

### Mužská dvouhra
- Rafael Nadal vs.  Novak Djoković, 6–0, 4–6, 6–1 (vzájemné soupeření)

### Ženská dvouhra
- Karolína Plíšková vs.  Johanna Kontaová, 6–3, 6–4

### Mužská čtyřhra
- Juan Sebastián Cabal /  Robert Farah vs.  Raven Klaasen /  Michael Venus, 6–1, 6–3

### Ženská čtyřhra
- Viktoria Azarenková /  Ashleigh Bartyová vs.  Anna-Lena Grönefeldová /  Demi Schuursová, 4–6, 6–0, [10–3]